# سیارک ۹۵۱۸
سیارک ۹۵۱۸ (به انگلیسی: 9518 Robbynaish، نامگذاری:1978GA) نه هزار و پانصد و هجدهمین سیارک کشف شده‌است که در ۷ آوریل ۱۹۷۸ کشف شد.
قدر مطلق سیارک برابر ۱۴٫۴۰ است.